# Chiesa dei Santi Pietro e Marcellino
La chiesa dei Santi Pietro e Marcellino è una chiesa di Brescia, situata all'incrocio tra via Gezio Calini e via Antonio Calegari. Fondata nel Trecento e completamente rinnovata tra il Cinquecento e i primi anni del Seicento, la chiesa e il monastero dei frati cappuccini annesso ospitarono durante tutto il Settecento un prolifico centro culturale. Soppresso il monastero nel 1810, il complesso e la chiesa passarono nel 1889 alla caserma Goito: la chiesa diventó prima magazzino, poi stalla e infine officina meccanica. Un restauro effettuato nel 1986 ha permesso un minimo recupero dell'antica linea architettonica di facciata, mentre gli interni sono da considerarsi del tutto perduti.

## Storia
La chiesa, la cui fondazione risale al Trecento, viene interessata da un esteso piano di ampliamento e ammodernamento nel 1533, quando viene acquisita dalle canonichesse agostiniane che vi costruiscono attorno un nuovo monastero adiacente. Nel 1587 le agostiniane si trasferiscono nella chiesa dei Santi Giacomo e Filippo e il convento viene assegnato ai frati cappuccini, che provvedono alla ricostruzione della chiesa tra il 1590 e il 1601.
Durante il Settecento, sotto la direzione dei cappuccini il convento diventa un fervido centro culturale, arrivando a ospitare scuole di chirurgia, medicina, filosofia e teologia. In seguito alle soppressioni napoleoniche, nel 1810, il convento viene chiuso, confiscato e trasferito ai beni del Demanio, che lo trasforma in casa di beneficenza, quindi in casa di riposo e infine, nel 1889, lo unisce alle strutture militari della caserma Goito, che da tempo si erano insediate nel vicino ex convento di Sant'Afra. Le opere che impreziosivano la chiesa vengono inviate a Milano, mentre altre vengono trasferite in altri conventi che i cappuccini gestivano nella zona di Brescia. La chiesa viene utilizzata inizialmente come magazzino, poi come stalla dei cavalli e infine trasformata in officina meccanica.
Nel 1986, riconosciuto il fortissimo degrado raggiunto dall'antica chiesa, viene eseguito un restauro conservativo su ciò che era rimasto, ridonando una certa dignità alla facciata facendo emergere le sue originali linee architettoniche, ridotte comunque a una semplice stilizzazione. L'edificio è ancora di pertinenza della caserma Goito, a tutt'oggi attiva.

## Descrizione
La chiesa, almeno internamente, ha perso qualsiasi testimonianza dell'antico ruolo chiesastico. Uniche tracce in questo senso possono essere rilevate in facciata dopo il restauro del 1986, che ha stilizzato gli antichi motivi architettonici. L'edificio ha una facciata a capanna animata solamente da quattro lesene prive sia di base, sia di capitello, andati perduti. Sul frontone triangolare che corona il prospetto, decorato solamente da poche modanature sulla cornice superiore, si apre ancora l'antica finestra circolare che illuminava l'interno. È ancora presente il portale d'ingresso principale, al centro, affiancato però da altre aperture successive.